# Malajzia zászlaja
A félhold és a csillag az iszlám jelképei; a csillag tizennégy ága és a tizennégy vízszintes sáv az államszövetség tizennégy tagállamát képviseli. (Szingapúr 1965-ben kilépett az államszövetségből, a zászlót azonban nem módosították.)
A kék felsőszög Malajzia népeinek egységét fejezi ki; a sárga az uralkodók színe.